# CMS (детектор)
 Тази статия е за детектора на елементарни частици.  За софтуера вижте CMS.  
Компактен мюонен соленоид или за по-кратко CMS (на английски: Compact Muon Solenoid) е един от големите детектори на елементарни частици в Големия адронен ускорител в ЦЕРН.

## Структура
Това е комплексна апаратура, включваща в себе си сложна инфраструктура, необходима за работата ѝ в (криогенни системи, климатизация, енергозахранване), електроника за регистриране и първична обработка на данните, спомагателни системи (например свръхпроводящи соленоиди за създаване на вътрешно магнитно поле).
Състои се от трекова система, система за идентификация, електромагнитен и адронов калориметри и мюонна система. Изграден е около един огромен електромагнит, който генерира поле от 4 тесла. Отвън има стоманен кожух, който формира по-голямата част от теглото от 14 000 тона. Размерите му са 21 метра дължина, и по 15 метра ширина и височина. Особеност на детектора CMS е, че вместо да бъде построен на мястото му като другите гигантски детектори, неговите 15 секции са изградени чрез международно сътрудничество, доставени на повърхността и после са спуснати на 100 метра под земята, където са сглобени. Той може да се разглежда като гигантски „фотоапарат“ със 100 милиона пиксела, който произвежда 40 милиона снимки в секунда.

## Научни изследвания
CMS е детектор с общо предназначение и с негова помощ се изпълнява обширна научна програма – от изучаване на Стандартния модел (включително откриването на Хигс бозона) до търсене на допълнителни измерения и частици, които биха могли да съставят тъмната материя. Експериментът CMS е едно от най-големите международни научни сътрудничества с участието на 4300 физици, инженери, техници, студенти и обслужващ персонал от 182 института в 42 страни.
Именно чрез провеждането на експеримент в CMS на 4 юли 2012 г. е регистриран Хигс бозонът